# Fachschulreife
Die Fachschulreife ist ein berufswahlspezifischer Schulabschluss, der im Allgemeinen durch den Besuch einer sogenannten Berufsfachschule (z. B. Berufsfachschule für Wirtschaft „Wirtschaftsschule“ oder Berufsfachschule für Hauswirtschaft „Hauswirtschaftsschule“ oder Berufsfachschule für Gesundheit und Pflege) erworben wird und im Allgemeinen einen höheren Stellenwert als die sogenannte allgemeine mittlere Reife besitzt.
Die Fachschulreife zeichnet sich gegenüber der allgemeinen mittleren Reife insbesondere dadurch aus, dass die Absolventen der Fachschulreife nicht nur über das allgemeine Lehrplanwissen der (regulären) Realschulen (Abschluss mittlere Reife) verfügen, sondern in der Regel auch eine ausgeprägte technische, kaufmännische, hauswirtschaftliche oder pflegerische Vorbildung erhalten haben, die sowohl dem Lehrling als auch dem ausbildenden Betrieb einen Vorteil verschaffen, z. B. ist im Rahmen dieser Vorbildung eine Ausbildungsverkürzung oder auch ein selbständigeres Arbeiten des Lehrlings im Ausbildungsbetrieb möglich.
Nach der Schulordnung für zweijährige Fachschulen erhalten nur jene die Fachschulreife, welche den Übergang vom ersten Jahrgang in den zweiten Jahrgang schaffen. Dabei ist zu beachten, dass die Fachschulen mit Eingangsvoraussetzung im Qualifikationsniveau 6 des Deutschen Qualifikationsrahmens einzustufen sind. Berufsfachschulen ohne Eingangsvoraussetzung haben nur das Niveau 2 bis 4 des DQR.